# Gertrud Amon Natzler
Gertrud Amon Natzler (7/07/1908-3/6/1971) fou una ceramista austríaca. Al llarg de la seva vida va desenvolupar com a ceramista una obra que va revolucionar la ceràmica del s.XX, juntament amb el seu marit Otto Natzler.

## Biografia
Era filla d'Adolf i Helen (Grünwald) Amon, jueus Vienesos que tenien un fill més gran, Hans. El seu pare tenia un negoci de fabricació de paper per a l'escriptura i la seva mare era mestressa de casa. Educada a Viena, Àustria, va estudiar en la Handelsakademie (escola comercial), va treballar com a secretaria i assistir a cursos de pintura, dibuix i ceràmica.
El 1934 va conèixer a Otto Natzler i el juny de 1938 es casaven. Juntament amb el seu marit varen formar des de 1933 una parella de ceramistes que treballaren junts durant tres dècades (1933-1971). Quan es varen conèixer, ella ja era ceramista i ell dissenyador tèxtil. La Gertrud el va introduir al món de la ceràmica i la combinació dels seus talents va revolucionar la ceràmica del s.XX.
Gertud s'encarregava de tornejar les peces i Otto les esmaltava. Feien un equip on els seus talents es complementava totalment. Ella creava unes formes elegants i proporcionades i senzilles. L'Otto era el químic que va formular més de 2.000 esmalts d'alta temperatura i va investigar diferents tècniques d'aplicació. Una de les més vistoses és la de les carbonitzacions amb esmalt brillant.
L'11 de març de 1938 varen rebre una carta on els comunicaven que els atorgaven La Medalla de Plata de l'Exposició Internacional de París. El mateix dia a la tarda els Nazis envaïen Àustria i aquesta s'annexionava a Alemanya.
Aquell mateix any es varen casar i emigren a Los Angeles, Califòrnia - Estats Units. Varen embarcar el torn de la Gertrud i el petit forn elèctric de d'Otto. El matrimoni Natzler va obrir el seu primer taller a Los Angeles i varen subsistir fent classes de ceràmica i paral·lelament treballaven en la seva obra.
Després de la mort de Gertud per càncer, Otto va seguir treballant la ceràmica fent rajoles a mà i esmaltant-les. Otto Natzler va morir a l'edat de 99 anys.

## Obra
La seva ceràmica es caracteritza per formes esveltes i delicades i un sentit proper a la ingravidesa. Els esmalts, creats per l'Otto, són rics i lluminosos, una pell perfecte per les peces que tornejava la Gertrud. També va experimentar amb esmalts de lava i cràter que varen marcar com cicatrius les línies netes de les peces. La seva obra és un referent del moviment modern de la ceràmica.
Són objectes poètics, de bellesa estranya i gran eloqüència visual. Algunes de les seves combinacions estètiques:
- Tons verds suaus, molses, blaus elèctrics, taronja intens
- Esmalt vermell rubí bordejat de negra, turquesa amb bronce, or profund i terracota
- Esmalt vidriat negre carbó que brilla amb reflexos de matisos vermells
- Carbó negre que brilla amb els reflexos de la llum
- Tons suaus perlascents canviant de manera quasi imperceptible amb una gradació del color
- Esmalt vidriat cristal·lí que brilla amb les venes diminutes de color

Actualment les seves peces són molt cotitzades i formen part de les millors col·leccions públiques i privades. Les peces també les podem trobar en subhastes internacionals. Per exemple, el 2008 una col·lecció de 9 peces dels Natzler va ser subhastada a l'Antiques Road Show arribant a valors d'entre $44,500 i $68,500.

## Presència a museus
La seva obra ha estat objecta d'exposicions internacionals a Amèrica i Europa i es pot trobar a més de 50 col·leccions de museus de tot el món, alguns d'ells tant prestigiosos com la Smithsonian Institution, el MoMA i el Metropolitan Museum of Art, entre d'altres:
- The Grace Museum, Abilene, Texas
- The Contemporary Museum, Honolulu
- Cooper-Hewitt Museum
- Everson Museum of Art
- Kantonales Gewerbemuseum
- Los Angeles County Museum of Art
- Metropolitan Museum of Art
- Museo Internazionale delle Ceramiche
- Museum of Arts and Design
- Museum of Modern Art
- Nelson-Atkins Museum of Art
- Victoria and Albert Museum[1]